# 威斯敏斯特礼拜堂

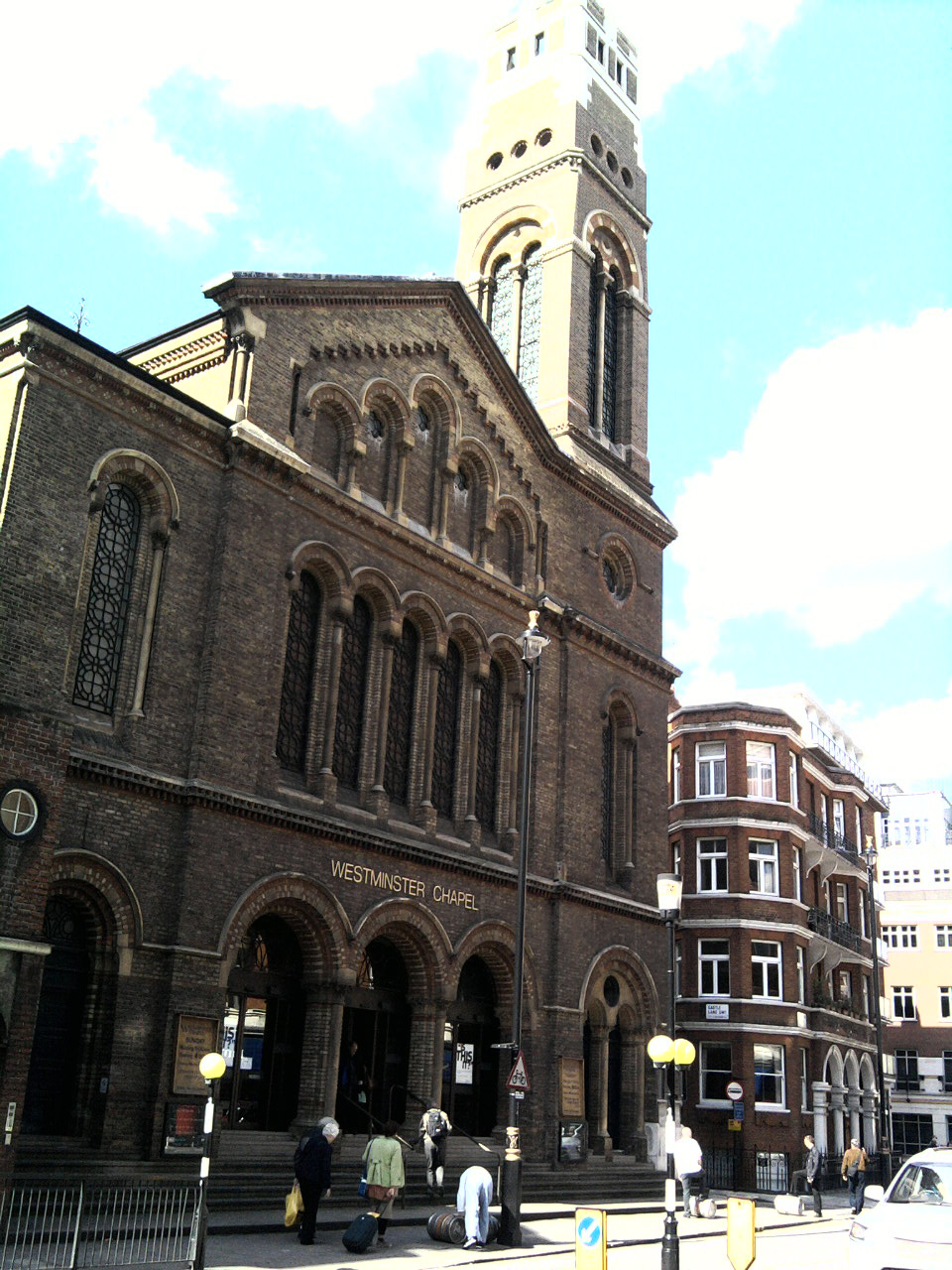
威斯敏斯特礼拜堂

威斯敏斯特礼拜堂（Westminster Chapel）是英国伦敦中心的一座福音派教堂，创建于1840年。它位于维多利亚街旁的白金汉门（Buckingham Gate），距离白金汉宫仅180米。目前的建筑约有1500个座位，1865年7月6日开放。该堂由公理会创立，在历史上曾经拥有坎伯·摩根、钟马田等四位著名的牧师。 